# Fattallà
Fattallà è un EP degli Almamegretta.

## Tracce
1. Fattallà (live)
2. Suddd (natural mix)
3. Suddd (raja dub)
4. Sole (club classic)
5. Sole (breakfast dub)
6. Fattallà dub (live)
7. Panama